# Monastero di Santo Toribio de Liébana
Il monastero di Santo Toribio de Liébana è oggi un monastero francescano situato tra i Monti Cantabrici nel comune di Camaleño, vicino a Potes, in Cantabria (Spagna settentrionale), nel distretto di Liébana.

## Storia

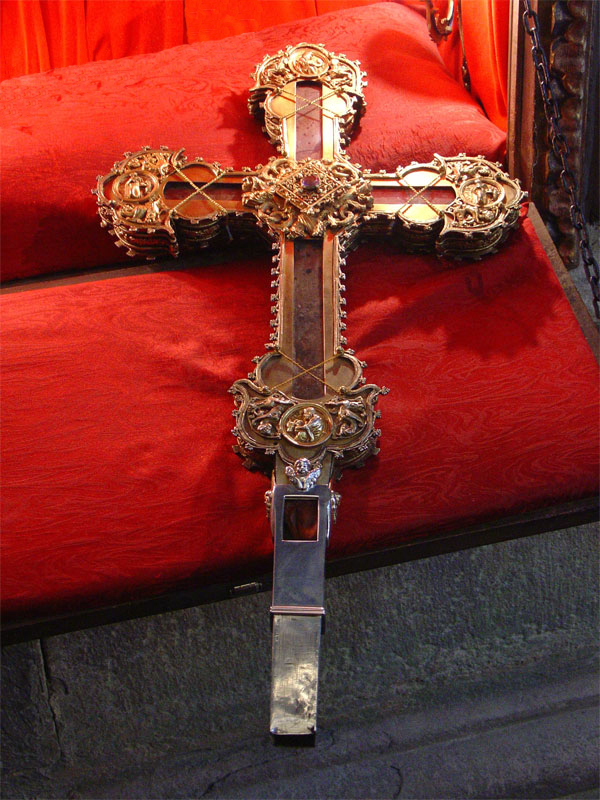
Il Lignum Crucis conservato nel monastero

Il monastero venne fondato nel VI secolo, inizialmente dedicato a San Martino di Tours, seguì poi la riforma nella regola benedettina; la dedicazione cambiò nel XII secolo.
Il monastero ospita alcune opere del Beato di Liébana e il pezzo più grande della croce, secondo i cristiani cattolici, dove morì il Cristo, portato in Spagna da san Turibio di Astorga, la cui salma è custodita nel monastero.
Dal 1961 nel monastero risiede una piccola comunità francescana.
La sua Porta Santa si apre all'inizio di ogni anno giubilare (l'anno giubilare di Liébana si ha quando il 16 aprile cade di domenica: l'ultimo è stato nel 2023) per accogliere i pellegrini.
Insieme a Gerusalemme, Roma, Santiago di Compostela e Caravaca de la Cruz, è uno dei luoghi santi del cattolicesimo.